# Tull Ödön
Tull Ödön (Székesfehérvár, 1870. május 9. – Budapest, 1911. szeptember 15.) zsidó származású magyar festő, grafikus, bélyegtervező.

## Élete, munkássága
Tull Ödön elemi iskoláit, valamint a ciszterci főgimnázium első osztályát végezte Székesfehérváron, majd ezt követően megélhetési gondok miatt édesapjával együtt a fővárosba költözött. Pályája kezdetén a Légrády testvéreknél helyezkedett el litográfus inasként. Wahrmann Mór támogatásával sikerült bejutnia az Andrássy úti mintarajziskolába, dekoratív festő szakra. Néhány évig szobafestésből tartotta fenn magát. Ezt követően a milánói Képzőművészeti Akadémián és a párizsi Julian Akadémián folytatta tanulmányait ahol Jean-Paul Laurens és William Bouguereau voltak a mesterei. Tanulmányúton járt Triesztben Hollandiában és Tunéziában. Első tárlatán, 1891-ben akvarelleket állított ki a Műcsarnokban. Az 1908. évi velencei kiállításon Akinek senkije sincs című képét a velencei modern képtár számára vették meg. Művei szerepeltek müncheni, bécsi, római és londoni tárlatokon is. Számos lapban, valamint a Singer és Wolfner kiadónál megjelent könyvekben jelentek meg illusztráció. Grafikáival több díjat is nyert.  
Tull Ödön alig 40 éves korában hunyt el 1911-ben. A Kozma utcai izraelita temetőben helyezték örök nyugalomra. Hagyatéki kiállítását 1912-ben rendezték meg a Műcsarnokban. Művei közgyűjteményekben és a Magyar Nemzeti Galériában is megtalálhatók.

## Bélyegtervei
Ő készítette az 1900. évi Turulos sorozat koronás címleteinek (1K, 2K, 3K, 5K) terveit, amelyek I. Ferenc Józsefet ábrázolják, koronázási díszben. A posta  1909. évi bélyegpályázatán az Arató és a Hungária (női fej) megnevezésű műveivel, az 1910. évi bélyegpályázaton pedig az 1 és 6 filléres bélyeggel díjat nyert. Az Aratót az 1910-ben Nyíregyházán megrendezett mezőgazdasági és ipari vásár levélzárójához használták fel; postabélyeg csak 1916-tól, a művész halála után készült ezekből (Fehér számú arató és Arató-Parlament nevű sorozatokban). I. Ferenc Józsefről készült portréja jelent meg az 1913. évi Árvíz-sorozat koronás címletein (1K, 2K és 5K), továbbá az 1914-es Hadisegély (I.) és az 1915-ös Hadisegély (II.) sorozatok koronás címletein (1K, 2K és 5K).

## Képtár

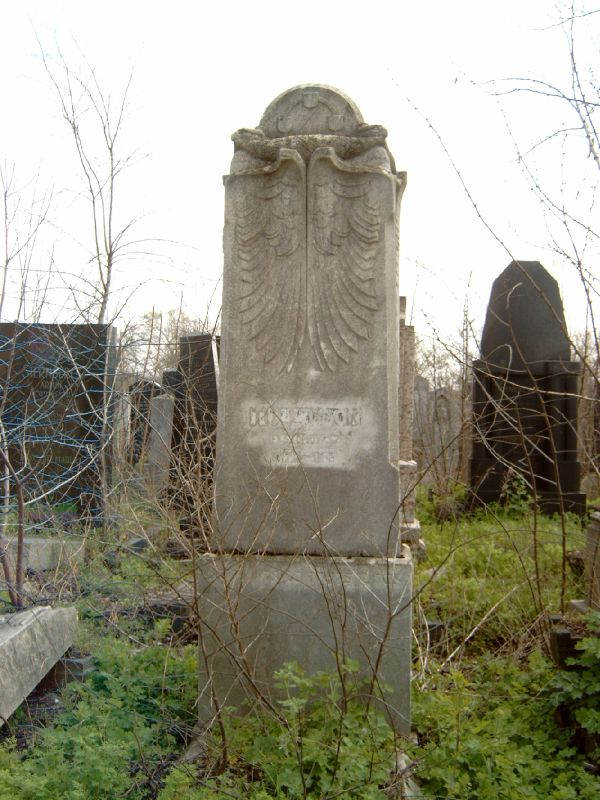
Tull Ödön sírja a Kozma utcai izraelita temetőben
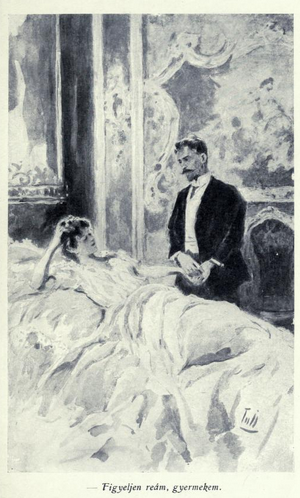
Tull Ödön illusztrációja Justh Zsigmond "A pénz legendája" c. művéhez (1905-ös kiadás, 46. old.)
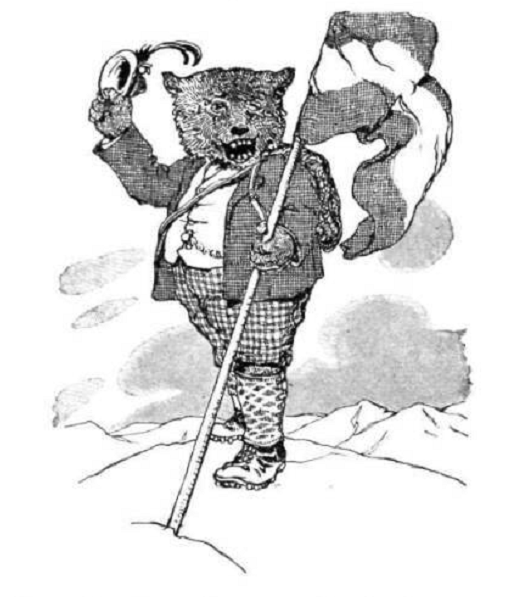
Tull Ödön könyvillusztrációja Sebők Zsigmond 1912-ben megjelent könyvéhez